# Adams County, Mississippi
Adams County är ett administrativt område i delstaten Mississippi, USA. År 2010 hade countyt 32 297 invånare. Den administrativa huvudorten (county seat) är Natchez.

## Geografi
Enligt United States Census Bureau har countyt en total area på 1 259 km². 1 192 km² av den arean är land och 67 km² är vatten.

### Angränsande countyn
- Jefferson County - nord
- Franklin County - öst
- Wilkinson County - syd
- Concordia Parish, Louisiana - sydväst
- Tensas Parish, Louisiana - nordväst

### Orter
- Cloverdale
- Natchez (huvudort)